# أندي باي
أندي باي (بالإنجليزية: Andy Bey) هو عازف بيانو ومغني أمريكي، ولد في 28 أكتوبر 1939 في نيوآرك في الولايات المتحدة.

## وصلات خارجية
- أندي باي على موقع ميوزك برينز (الإنجليزية)
- أندي باي على موقع أول ميوزيك (الإنجليزية)
- أندي باي على موقع ديسكوغز (الإنجليزية)